# Marisa Mori
Marisa Mori (n. 9 martie 1900, Florența, Regatul Italiei – d. 6 februarie 1985, Florența, Italia) a fost o artistă plastică, pictoriță și gravor italiană.
A fost una dintre puținele artiste vizuale feminine din mișcarea futuristă, care fusese originară din Italia, fiind foarte puternic prezentă și reprezentată în țara sa de origine.

## Tinerețe și educație
Marisa Mori s-a născut la Florența sub numele de Maria Luisa Lurini. Tatăl ei, Mario Lurini, lucra pentru Fondiaria-Sai⁠(d), o companie de asigurări. Mama ei, Edmea Bernini, a fost o descendentă îndepărtată a sculptorului Gian Lorenzo Bernini. În 1918, familia s-a mutat la Torino, unde Marisa a fost încurajată să se apuce de artă de către prietenul de familie și artistul Leonardo Bistolfi. S-a înscris la un colegiu privat fondat și condus de Felice Casorati, urmând cursurile din 1925 până în 1931. În 1920 s-a căsătorit cu Mario Mori, poet și jurnalist, și a decis să adopte numele de familie al acestuia. În 1922 s-a născut fiul lor, Franco. În 1926 și-a expus lucrările într-o expoziție de grup la Fondazione Palazzo Bricherasio alături de alte colege, printre care Nella Marchesini, Daphne Mabel Maugham⁠(d), Paola Levi-Montalcini⁠(d) și Lalla Romano. Influența lui Casorati a fost foarte evidentă în opera Mariei în această perioadă.

## Futurism
Mori s-a implicat în mișcarea futuristă, alăturându-se grupului condus de Filippo Tommaso Marinetti în 1931. A fost singura femeie care a contribuit la The Futurist Cookbook în 1932. A fost invitată la prima Expoziție Națională Futuristă de la Roma în 1932 și, la scurt timp după aceea, a părăsit Torino pentru a se întoarce să locuiască la Florența împreună cu soțul ei. În 1934 și 1936 a fost invitată la Bienala de la Veneția. S-a implicat foarte mult în Aeropictură, câștigând o medalie de argint pentru un triptic pe care l-a expus în cadrul unui premiu de artă futuristă în 1932 la Galleria Bardi din Roma. În 1937, lucrările sale au fost incluse în expoziția Les femmes artistes d'Europe la Galerie nationale du Jeu de Paume⁠(d) din Paris, care a călătorit ulterior la Metropolitan Museum of Art din New York. Spre sfârșitul anilor 1930, Mori s-a dezis de mișcarea futuristă din cauza entuziasmului acesteia față de fascism - o poziție care a făcut-o subiectul unor critici dure din partea contemporanilor săi. În 1938, ea a protestat vehement împotriva publicării Manifestului Rasei. Mai târziu, ea avea să le ofere ospitalitate Ritei Levi Montalcini și fratelui ei Gino Levi Montalcini⁠(d), ambii afectați de legile rasiale italiene din 1938 până în 1943. În 1943, în ajunul izbucnirii războiului civil, Mario Mori a murit.

## Viața târzie și decesul
După sfârșitul războiului, Mori s-a mutat înapoi la Florența și a revenit la temele clasice și naturale, creând naturi moarte, nuduri și măști. În 1951, a expus o nouă pictură la a VI-a Quadriennale de la Roma. În 1954 a avut o expoziție personală la Casa lui Dante Alighieri din Florența. În anii următori, Mori s-a retras în mod fundamental din viața publică, apărând doar sporadic la evenimente precum expozițiile pentru femei artiste organizate de Liceul său florentin. Mori a murit în 1985 la Florența.